# Nož za snopove
Nož za snopove je specijalizirani nož i alat za žetvu. Noževima za snopove razrezivali su se vezani snopovi žita prije vršidbe. Nož se sastoji od širokog kožnog remena s čeličnim okovom, na koji je zavarena približno 6,5 cm duga zakrivljena čelična oštrica. Okov, zakrivljen poput zapešća, zakovicama je pričvršćen za kožni remen. Za sigurno pričvršćivanje na ruku ili zglob koristi se podesiva kopča. Jednostavniji modeli noževa za snopove sastoje se od (kožnog) remena koji ide oko ruke i zakrivljene oštrice duge oko 5-7 cm. Korištenje noževa za snopove olakšavalo je rad jer su vršitelji mogli rezati snopove ostavljajući ruke slobodne za hvatanje. 
Nož kakav su, prema svjedočanstvima preživjelih zatvorenika, ustaše koristile za ubijanje svojih žrtava u koncentracijskom logoru Jasenovac.

## Vanjske poveznice
- Reklama za nož za snopove iz 1930